# Valentina Lazarova
Valentina Lazarova, née en 1950, est une chimiste, spécialiste du génie des procédés en traitement et valorisation des eaux usées.

## Carrière
Valentina Lazarova est une ingénieure en génie des procédés spécialiste de la question du traitement et de la valorisation des eaux usées.
Elle dépose sept brevets et publie une centaine d'articles dans des revues à comité de lecture avant 2014. Elle étudie, entre autres, le développement de nouveaux procédés pour éliminer le carbone, l'azote et le phosphore des eaux usées, pour optimiser les performances de désinfection de ces dernières par injection d'ozone et rayonnement ultraviolet.
Elle préside le groupe de recyclage des eaux de l'International Water Association.
Elle travaille pour Suez Environnement.

## Prix et récompenses
En 2014, elle reçoit la médaille de l'innovation du CNRS.